# AngloGold Ashanti
AngloGold Ashanti est une société minière sud-africaine fondée en 1999 et spécialisée dans l'extraction aurifère, l'un des dix groupes miniers les plus importants du monde dans cette spécialité.

## Historique
La société a été formée en 1999 pour regrouper toutes les activités de mine d'or du premier groupe sud-africain, l'Anglo American, trust créé en 1917 par Sir Ernest Oppenheimer avec des capitaux américains. Au cours des dix dernières années, elle a fourni un effort de diversification de ses réserves d'or à l'extérieur de l'Afrique du Sud. Elle possède 21 mines réparties dans 10 pays (18,4 tonnes d'or par an au Ghana, 16,7 tonnes d'or par an au Mali, 14,5 tonnes d'or par an en Australie, 10,5 tonnes d'or par an au Brésil, 9,6 tonnes d'or par an en Tanzanie, 8,8 tonnes d'or par an aux États-Unis, 8,0 tonnes d'or par an en Guinée, 6,7 tonnes d'or par an en Argentine, 2,7 tonnes d'or par an en Namibie).
Le groupe a été l'un des premiers à investir dans la mine prometteuse de Sadiola Hills, au Mali, pays en passe de rattraper le Ghana en tête des producteurs d'or d'Afrique, derrière l'Afrique du Sud. C'est le deuxième producteur sud-africain d'or derrière la société Goldfields, qui a produit en 2006 un total de 82,6 tonnes d'or en Afrique du Sud.
AngloGold Ashanti a produit 81 tonnes d'or en Afrique du Sud en 2006, grâce à des opérations minières concentrées dans deux régions : Vaal River, qui regroupe les mines de Great Noligwa (19 tonnes d'or par an), Kopanang (14 tonnes d'or par an), Tan Lekoa (5,5 tonnes d'or par an), Moab Khotsong (1,4 tonne d'or par an)) et West Wits (mines de Mponeng (18,5 tonnes d'or par an), Tau Tona (15 tonnes d'or par an), ou Savuka (3 tonnes d'or par an).
L’implantation de la société en Colombie a donné lieu à des conflits parfois violents. En février 2010, deux militants associatifs opposés à la présence d’AngloGold Ashanti sont torturés et assassinés, vraisemblablement par des paramilitaires. Vingt-six organisations ayant signé un communiqué dénonçant ces assassinats soulignent « l’alliance macabre entre le gouvernement et les multinationales de l’or comme AngloGold Ashanti ».
En juin 2017, AngloGold Ashanti annonce une profonde restructuration, lié au vieillissement de ses mines, avec près de 8 500 suppressions d'emplois sur les 28 000 que compte l'entreprise

## Sites
Les principaux sites miniers aurifères dans le monde en 2007, avec leurs propriétaires :
- Mine de Grasberg (Indonésie) : 84 tonnes d'or par an (exploitée par Freeport-McMoRan)[4].
- Mine de Yanacocha (Pérou) : 80,9 tonnes d'or par an (exploitée par Newmont Mining)[4].
- Goldstrike Property (Nevada) : 52,5 tonnes d'or par an (exploitée par Barrick Gold)[4].
- Driefontein (Afrique du Sud) : 35,7 tonnes d'or par an (exploitée par Goldfields)[4].
- Kloof (Afrique du Sud) : 28,4 tonnes d'or par an (exploitée par Goldfields)[4].
- Noligwa (Afrique du Sud) : 19 tonnes d'or par an (exploitée par AngloGold Ashanti)[4].
- Mponeng (Afrique du Sud) : 18,5 tonnes d'or par an (exploitée par AngloGold Ashanti)[4].
- Beatrix (Afrique du Sud) : 18 tonnes d'or par an (exploitée par Goldfields)[4].
- Mine de Porgera (Indonésie) : 16,8 tonnes d'or par an (exploitée par Barrick Gold)[4].
- Val Reefs (Afrique du Sud) : tonnes d'or par an (exploitée par AngloGold Ashanti)[4].
- Tau Tona (Afrique du Sud) : 15 tonnes d'or par an (exploitée par AngloGold Ashanti)[4].
- Kopanang (Afrique du Sud) : 14 tonnes d'or par an (exploitée par AngloGold Ashanti)[4].
- Sadiola Hills (Mali) : (exploité par AngloGold Ashanti)[4].